# گیلن راس
گِـیـلِن راس (انگلیسی: Gaylen Ross؛ زادهٔ ۱۵ اوت ۱۹۵۰) یک هنرپیشه، نویسنده، کارگردان و تهیه‌کننده اهل ایالات متحده آمریکا است.

## گزیده فیلمشناسی
از فیلم‌ها یا برنامه‌های تلویزیونی که وی در آن نقش داشته‌است می‌توان به آثار زیر اشاره کرد.
- طلوع مردگان